# حاجز وايزمان

رسم تخطيطي لنظريّة البلازما الجُرثوميّة لأُوغست وايزمان. البلازما الجرثوميّة، تَقتصر على الغُدَد التّناسلية. تَتطور الخلايا الجسديّة (في الجسم) من جديد في كل جيل من البلازما الجرثوميّة. كل ما قد يحدث لتلك الخلايا لا يؤثر على الجيل القادم.

حاجز وايزمان الذّي اقترَحه أُوغست وايزمان، هُو التّمييز الصّارم بينَ سلالات ِالخلايا الجُرثومية "الخالدة" التّي تنتج الأمشاج والخلايا الجسديّة "التي يمكن التخلص منها" في الحيوانات (ولكنْ ليسَ النباتات)، على عكس آليّة التكوُّن الوِراثي التّي اقترحها تشارلز داروين. في المُصطلحاتِ الأكثر دقة، تنتقلُ المَعلومات الوراثيّة فقط من خلايا السّلالة الجرثومية إلى الخلايا الجَسديّة (أي الطفرات الجسديّة ليست وراثية). لا يشير هذا إلى هدف علم الأحياء الجُزَيئي الرَّئِيسي، والّتي تَنصُ على أنّه لا تُوجد معلومات مُتِسلسلة يُمكن أَنْ تَنتقل من البرُوتين إلى الحمض النَّوَوي أَو الحِمض النَّوَوي الرَّيبوزي، ولكنْ كِلا الفَرَضِيَتيّن تَتَعلقانِ بِنظرة جينيّة للحياة.
وَضَع وايزمان في عام 1892 هذا المفهوم في كتابه (Das Keimplasma: eine Theorie der Vererbung) (البلازما الجُرثوميَّة: نَظرية المِيراث). كانَ حاجز وايزمان ذا أَهمية كَبيرة في عصره، وَمن بَيّن التَّأثيراتِ التّي قامَ بِها أَنّهُ أَدى بِشَكلٍ فَعّال إِلى استِبعادِ مَفاهيم لاماركية معينة، على وجه الخصوص: سَيجعل المِيراث اللاماركي مِن التَّغيُيرات التّي تَطرأ على الجسم (سوما) صعبًا أو مستحيلًا. لا يزال مهمًا، ولكنَّهُ يَتطلب مُؤهِلاً في ضوء الفهم الحديث لِنقل الجينات الأُفقي وَبعض التَّطورات الوراثيّة والنسيجيّة الأخرى. يُشار أحيانًا إلى استخدام هذه النَّظرية في سياق نظريّة البلازما الجُرثوميّة في أّواخر القَرن التّاسع عشر، قبل تَطوير مَفاهيم الجينات الأَفضل والأَكثر تَعقيدًا في أَوائِل القَرن العشرين باسم Weismannism. يُسَمي بعض المُؤلفين تَطور وايزمان (إِما التَّكوُّن المسبق للكائنات أَو التَّخلُق المُتَوالي)، ذلك الذّي يوجد فيه خط جرثومي مُمَيز، يَختلف عن التَّكوّين الجنيني الخضري. يرتبط هذا النوع من التَّطور بتطور الشيخوخة للخط الجسدي.

## النباتات والحيوانات القاعدية
في النباتات، يُمكن للتغيرات الجينيّة في الخُطوط الجسديّة أَن تُؤَدي بِالفعل إلى تَغييرات جينيّة في الخُطوط الجرثومية، لأنَّ الخلايا الجُرثوميّة يَتم إِنتاجها عن طريق سُلالات خَلويّة جسديّة (النّسيج الإنشائي النّباتي)، والتّي قّد تكون قَديمة بِما يكفي (سنوات عديدة) لِتراكم طفرات مُتعددة مُنذ إنبات البذور، وَبعضها يَخضع للانتقاء الطبيعي. وَبالمثل، تَحتوي الحياة البحريّة، مِثل: الإسفنجيات والشُعاب المُرجانيَّة (زهريات شعاعية) على سُلالات مِن الخلايا الجِذعية مُتعددة القُدرات، والّتي تُؤدي إلى ظُهور كُل مِن الخلايا الجسديّة والتّناسليّة، يبدو أن حاجز وايزمان ذو أصل تطوري أكثر حداثة بين الحيوانات.

## خُلود الخَط الجرثومي
قامَ عالِمُ الأَحياء والمُؤَرِخ الرَّوسي زوريس ميدفيديف بِمُراجعة نَظريّة وايزمان بَعدَ قَرنٍ مِنَ الزَّمن، حَيث اعتَبَرَ أَنَّ دِقَة تّكاثُر الجينوم وَأنظمة التَّصنيّع الأخرى وَحدَها لا يُمكن أَن تُفَسر خُلود سلالات الخلايا الجنسية. بَدلاً مِن ذلك، اعتَقَدَ ميدفيديف أَنَّ السِّمات المَعروفَة للكيمياء الحَيَويَّة وّعِلم الوِراثة للتكاثُر الجِنسي تُشير إِلى وُجود عَمليات صِيانة واستِعادة مَعلومات فَريدة في مَراحِل مُخَتلِفة مِن تَكويّن الجاميتات. على وَجه الخُصوص، اعتَبر ميدفيديف أَنَّ أَهَمَ الفُرَص للحِفاظ على المَعلوماتِ الخاصة بِالخلايا الجِنسية يَتم إِنشاؤُها عن طَريق إِعادة التَّركيب أَثناء الانقسام الاختِزالي وَإِصلاح الحِمض النَّوَوي؛ وَذلك لأَنَّه رَأَى أنَّ هذهِ العَمليات دَاخل الخلايا الجنسيّة قادرة على استعادة سَلامة الحِمض النَّوَوي والكروموسومات مِن أَنواع الأَضرار التّي تُسَببت في شَيخوخة لا رَجعة فيها في الخلايا الجَسديّة.